# 親父山
親父山（おやじやま）は、宮崎県にある標高1,644mの山である。親父岳とも呼ばれる。
障子岳から西方に延びる稜線上にある山で、山頂からは祖母山、黒岳、古祖母山等を展望できる。また、シャクナゲの群落、アケボノツツジ、オオヤマレンゲが分布している。

## B-29墜落事故
終戦直後の1945年（昭和20年）8月30日、福岡県貝島炭坑の連合国捕虜収容所に救援物資を投下する途中の爆撃機B-29が障子岳に接触し、親父山の北西斜面に墜落。乗組員12名全員が死亡した。
祖母山系では、同年8月7日に夜間訓練飛行中の一式戦闘機「隼」が墜落する事故も起きている。2つの事故現場のほぼ中間地点にある五ケ所高原の三秀台には、1995年（平成7年）に平和祈念碑が建立され、毎年、犠牲者を追悼する五ケ所平和祈念祭が開催されている。